# Jules Carlier-Caffieri
Léon Jules Carlier, né le 9 décembre 1878 à Villers-Pol (Nord) et décédé le 19 mai 1964 dans la même ville est un homme politique français.

## Biographie
Fils d'agriculteur, ingénieur diplômé de l'École nationale d'agriculture de Rennes, il reprend en 1904 l'importante exploitation familiale, à la tête de laquelle il remporte de nombreux prix. Investi dans le mouvement agricole, il deviendra vice-président puis président de la Société des agriculteurs du Nord, et président de la Chambre d'agriculture départementale.
Sa conduite brillante pendant les combats de la Première Guerre mondiale, qu'il finit comme sous-lieutenant, lui vaut d'être décoré de la Croix de guerre. La paix venue, il milite pour les droits des anciens combattants et pour la reconstruction des régions dévastées par le conflit.
Déjà conseiller municipal de Villers-Pol entre 1908 et 1912, il en devient maire en 1919, mandat qu'il conserve jusqu'en 1944. En 1919 également, il est élu conseiller général du Canton du Quesnoy-Ouest. Enfin, en 1926, il profite d'une élection législative partielle visant à remplacer trois députés décédés pour entrer à la Chambre des députés sur une liste républicaine d'Union nationale, opposée notamment à une liste du Bloc ouvrier et paysan conduite par Maurice Thorez. Élu, il rejoint le groupe de la Gauche radicale, expression parlementaire de la nébuleuse des Radicaux indépendants. En 1928, il est réélu au suffrage uninominal contre un candidat radical-socialiste, Alfred Lacourt, qui le bat aux élections cantonales peu de temps après ma même année. L'essentiel de ses interventions parlementaires ont trait aux questions agricoles.
En 1932, Alfred Lacourt le bat aux élections législatives. Quelques mois plus tard, Jules Carlier-Caffiéri tente de regagner un mandat parlementaire lors du renouvellement sénatorial mais échoue à conquérir l'un des huit sièges à pourvoir. Il se consacre alors à ses fonctions de maire et de responsable agricole. Il décède dans sa ville natale en 1964.

## Sources
- « Jules Carlier-Caffieri », dans le Dictionnaire des parlementaires français (1889-1940), sous la direction de Jean Jolly, PUF, 1960 [détail de l’édition]